# Gnamptogenys falcifera
Gnamptogenys falcifera é uma espécie de formiga do gênero Gnamptogenys.